# Palsarinsaari
Palsarinsaari is een Zweeds eiland in de Muonio, die de grens vormt tussen Zweden en Finland. Het heeft geen oeververbinding en het is onbebouwd. Het eiland heeft een oppervlakte van ongeveer negen hectare. Het ligt tegenover Palsarinniemi, een schiereiland ook in de Muonio.
Kenttäsaari nabij Maunu · Alasaari nabij Karesuando · Kivisaari · Lintiputaansaari · Ungelosaari · Alasaari nabij Palojoensuu · Järämänsaari · Hirvassaari · Niittysaari · Koivusaari (Zweeds) · Palsarinsaari · Kenttäsaari ·  Alkkulasaari · Koivusaari (Fins) · Viiksinsaari · Rukomasaari · Ojasensaari · Luhtasaari · Laurukainen · Naapankisaari · Kihlangisaari · Iso Aareansaari · Vekarasaari · Kolarinsaari · Kokko · Väylänsaari · Pyysaari · Alanen · Lompolonsaari